# Musgrå myrtörnskata
Musgrå myrtörnskata (Thamnophilus murinus) är en fågel i familjen myrfåglar inom ordningen tättingar.

## Utseende och läte
Musgrå myrtörnskata är en medelstor myrfågel. Hanen är grå, honan brun. Båda könen har relativt stor näbb och saknar olikt många andra liknande arter tydlig teckning på vingtäckarna. Sången är distinkt, en kort serie med klagande toner karakteristiskt avslutad med en dubblerat not. Sången är långsammare och mer böjd än den hos grå myrtörnskata. 

## Utbredning och systematik
Musgrå myrtörnskata delas in i tre underarter:
- T. m. murinus – förekommer från östligaste Colombia till Guyanaregionen, Surinam och Brasilien norr om Amazonfloden
- T. m. cayennensis – förekommer i Franska Guyana och nordöstra Amazonområdet i Brasilien (Amapá och norra Pará)
- T. m. canipennis – förekommer i sydöstligaste Colombia, östra Ecuador, östra Peru, västra Brasilien och norra Bolivia

## Levnadsätt
Musgrå myrtörnskata hittas i låglänt regnskog. Den ses ofta i par och kan slå följe med kringvandrande artblandade flockar, men påträffas oftast ensam. Fågeln födosöker i skogens mellersta skikt eller lägre och hörs långt oftare än ses.

## Status och hot
Arten har ett stort utbredningsområde, men tros minska i antal, dock inte tillräckligt kraftigt för att den ska betraktas som hotad. Internationella naturvårdsunionen IUCN listar arten som livskraftig (LC).